# Die goldene Note
Die goldene Note war eine seit den 1960er Jahren im DDR-Fernsehen ausgestrahlte Samstagabendshow.

## Geschichte
Der Titel der Sendung entstammte dem gleichnamigen Musikpreis, der seit Ende der 1950er Jahre in der DDR verliehen wurde. Dieser wurde gelegentlich auch als „Grammy der DDR“ bezeichnet. Das Erste Programm des DDR-Fernsehens strahlte Die goldene Note zur Hauptsendezeit in einer 90-minütigen Fassung aus, die von der Chefansagerin Erika Radtke präsentiert wurde.
Die goldene Note galt als Fernseh-Konzertreihe und zeigte u. a. Konzertübertragungen aus dem Gewandhaus Leipzig, dem Schauspielhaus am Gendarmenmarkt – aber auch Chansonreihen mit Brecht-Interpretin Gisela May. Durch das breite musikalische Spektrum war die Unterhaltungssendung ein populärer Bestandteil des DFF. Ende der 1980er Jahre wurde Die goldene Note eingestellt.